# Westerkappeln
Westerkappeln (plattdeutsch Kappeln) ist eine Gemeinde in der Region Tecklenburger Land (Kreis Steinfurt) im nördlichen Teil des Bundeslandes Nordrhein-Westfalen. Sie befindet sich etwa acht Kilometer westlich von Osnabrück.

## Geografie
Westerkappeln liegt am nördlichen Rand des Tecklenburger Landes. Richtung Norden erstreckt sich das Norddeutsche Tiefland, im Süden grenzt der Teutoburger Wald an.

### Nachbargemeinden
Das Gemeindegebiet wird insgesamt von sechs Städten und Gemeinden umgeben. Westerkappeln grenzt überwiegend an Städte und Gemeinden des Tecklenburger Landes an, dieses sind Lotte, Tecklenburg, Ibbenbüren und Mettingen. Im Norden grenzt das niedersächsische Osnabrücker Land an. Dabei handelt es sich um die Gemeinde Neuenkirchen und die Stadt Bramsche
| Neuenkirchen 12 km |                                             | Bramsche 13 km |
| Mettingen 7 km     | Kompassrose, die auf Nachbargemeinden zeigt | Lotte 5 km     |
| Ibbenbüren 12 km   | Tecklenburg 12 km                           |                |

### Gemeindegliederung
Das Westerkappelner Gemeindegebiet umfasst über den eigentlichen Ortskern hinaus eine großflächige Gemarkung mit den neun Bauerschaften Seeste, Osterbeck, Westerbeck, Metten, Düte, Sennlich, Handarpe, Hambüren und Lada. Die drei letztgenannten Bauerschaften bilden zusammen mit der Siedlung Ortfeld den Ortsteil Velpe, der im Süden der Gemeinde liegt.

## Geschichte
Der Name Westerkappeln geht zurück auf die Gründung einer Kapelle (capellun) oder Kirche im Westen des Bistums Osnabrück, zur Unterscheidung von einer anderen Kapelle im Osten (Ostercappeln). Die Kirche muss in der Zeit nach dem Jahre 800 unter Karl dem Großen entstanden sein. Wahrscheinlich besaß das Kloster Corvey an der Weser bereits seit 816 Grundrechte in Westerkappeln. Erstmalige Erwähnung findet Westerkappeln dort in einem Einkünfteregister im 11. Jahrhundert. Bis 1939 wurde noch als offizielle Schreibweise „Westercappeln“ gepflegt.
Haus Kappeln entstand, als Graf Hermann von Ravensberg um 1100 zusätzlich zu seiner Burg Ravensberg bei Borgholzhausen eine Nebenburg in Westerkappeln errichten ließ. Daraus entwickelte sich ein Rittergut.
Am 15. Juni 1779 brach der größte Brand in der Geschichte Westerkappelns aus. Ein Schmied hatte beim Hantieren mit einem Vorderladergewehr einen Schuss ausgelöst, der die Schmiede und 28 weitere Häuser entflammte. Begünstigt wurde das Feuer durch die Fachwerkbauweise mit den strohgedeckten Häusern. Außer der Kirche gab es damals in Westerkappeln keine Steinhäuser. Dank der finanziellen Unterstützung des Königs von Preußen, der zweimal 3000 Taler und Bauholz aus den staatlichen Forsten zur Verfügung stellte, konnten bereits im November 1779 die ersten Häuser wieder hergerichtet werden.
Am 1. Oktober 1939 fusionierten die damaligen Gemeinden Westerkappeln-Stadt und Westerkappeln-Land zur neuen Gemeinde Westerkappeln.
Auf dem Wappen von Westerkappeln ist Reinhild von Westerkappeln zu sehen.

## Politik und Verwaltung

### Gemeinderat
Nach den Kommunalwahlen seit 2009 verteilten sich die 26 Sitze des Gemeinderats folgendermaßen auf die einzelnen Gruppierungen:
| Partei / Liste     | Sitze 2020 | Sitze 2014 | Sitze 2009 |
| ------------------ | ---------- | ---------- | ---------- |
| SPD                | 10         | 12         | 12         |
| CDU                | 8          | 8          | 7          |
| Grüne              | 4          | 3          | 2          |
| FDP                | 1          | 1          | 3          |
| Bürgergemeinschaft | 3          | 2          | 2          |
| Gesamt             | 26         | 26         | 26         |

### Bürgermeister
Im Juni 2014 wurde Annette Große-Heitmeyer (CDU) mit 63 % der Stimmen zur Bürgermeisterin gewählt. Sie wurde 2020 mit 63,3 % im Amt bestätigt. Sie setzte sich 2014 gegen den vorherigen Amtsinhaber Ullrich Hockenbrink (SPD) durch.
- Seit 2014 Annette Große-Heitmeyer (CDU)
- 1996–2014 Ullrich Hockenbrink (SPD)[6]
- 1979–1996 Erich Schröer (SPD)[7]
- 1975–1979 Friedrich Heckmann (FDP)[8]
- 1969–1975 Helmut Harte (SPD)
- 1795–1830 Johann Heinrich Kandelhardt[9]

### Städtepartnerschaft
Seit dem 19. Mai 1984 bestand eine offizielle Gemeindepartnerschaft mit der Gemeinde Bathmen in den Niederlanden.
Bathmen liegt in der Provinz Overijssel, etwa 10 km vor Deventer. In der 28 km² großen Gemeinde leben rund 5500 Einwohner. Nach der Eingemeindung der Gemeinde Bathmen in die Hansestadt Deventer im Jahr 2005 ist die Partnerschaft auf diese Großstadt übergegangen. Die Städtepartnerschaft wurde seitens Deventer 2014 beendet.
Zeitweise gab es die Überlegung zum Abschluss einer Städtepartnerschaft mit der Stadt Utena im Nordosten von Litauen. Die Idee entstand bei einem Besuch einer Delegation von Bürgermeistern aus dem Altkreis Tecklenburg in Molètai, der Partnerstadt von Hörstel, und wurde durch Schreiben von Alvydas Katinas (Bürgermeister der Stadt Utena) und Ullrich Hockenbrink (Bürgermeister a. D. der Gemeinde Westerkappeln) bestärkt. So pflegt auch der Kreis Steinfurt seit 2005 eine Partnerschaft mit der litauischen Region Telsiai. Seitens des Westerkappelner Gemeinderates wurde die Bekundung aus Utena jedoch nicht weiter verfolgt.

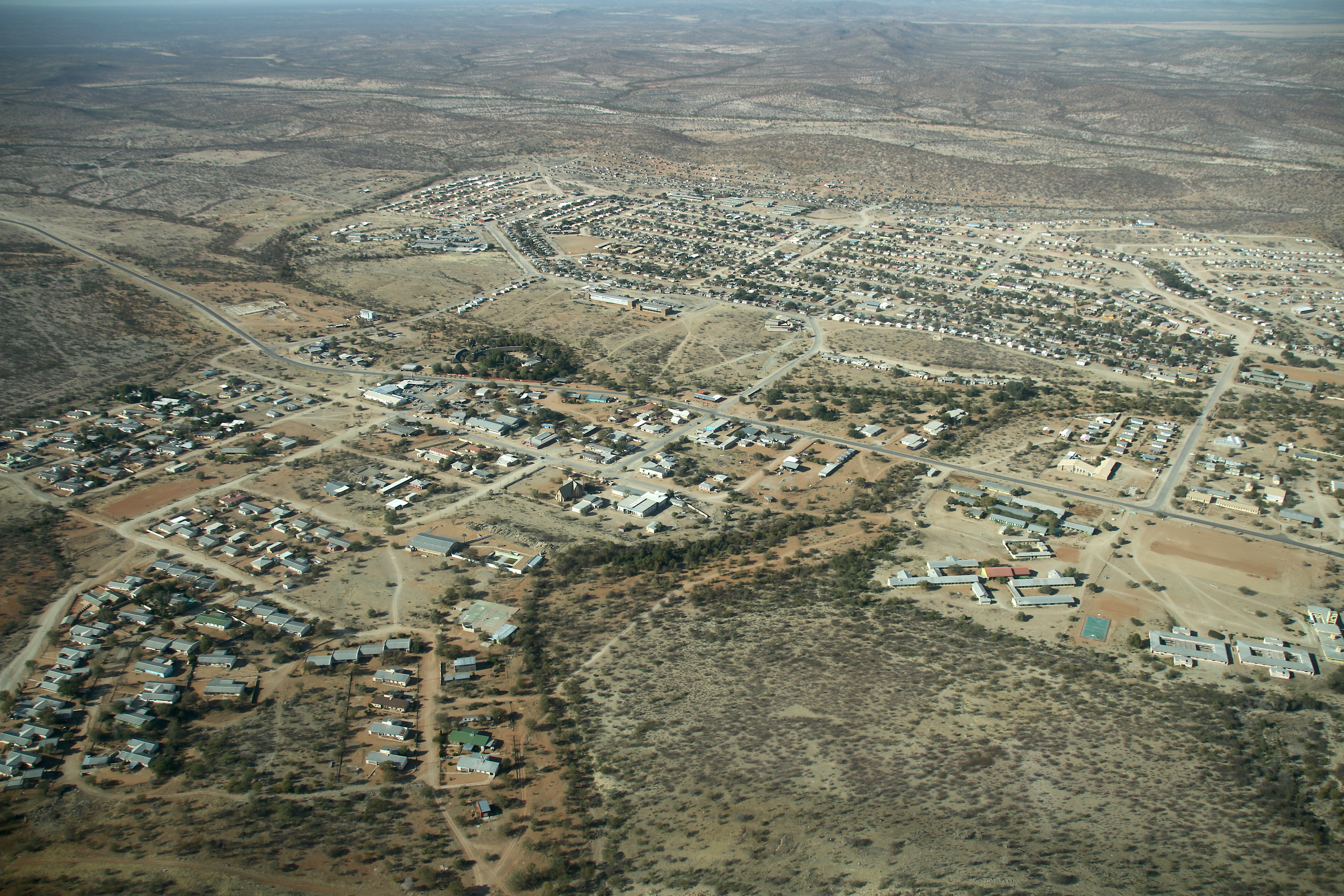
Khorixas (2018)

Eine Besonderheit stellt die kommunale Entwicklungspartnerschaft mit der Gemeinde Khorixas in Namibia dar, die seit 8. April 2014 besteht. Diese Form der Partnerschaft ist münsterlandweit einmalig und richtungweisend zur Erfüllung der kommunalen Ziele aus der Agenda 2030. Erste Kontakte zwischen Westerkappeln und Khorixas entstanden bei einer Konzertreise des Westerkappelner Posaunenchores durch den Partnerkirchenkreis Otjiwarongo (ELCRN) des Kirchenkreises Tecklenburg und der Vermittlung durch Reinhold Hemker. Unterstützt durch Engagement Global und die SKEW konnten u. a. ein Gartenbauprojekt und eine Internetwerkstatt in Khorixas etabliert werden sowie Delegationen aus Khorixas in Westerkappeln zum Fachaustausch begrüßt werden. Im Herbst 2018 wurde die Partnerschaft mit zahlreichen Veranstaltungen und einer Ausstellung im Rahmen der Veranstaltungsreihe „Faszination:Namibia“ in den Mittelpunkt gestellt. Der damalige Botschafter Andreas B. D. Guibeb war mehrfach Gast in Westerkappeln. Seit Anfang 2020 ruht die Partnerschaftsarbeit in der Westerkappelner Gemeindeverwaltung.

## Bildung

### Kindertagesbetreuung
In der Gemeinde Westerkappeln gibt es fünf Kindertagesstätten mit insgesamt 25 Gruppen (2020/2021), davon vier Tagesstätten mit insgesamt 20 Gruppen im Ortskern und einen fünfgruppigen Kindergarten im Süden der Gemeinde.
Zwei Kindertagesstätten im Ortskern werden durch den Kindergartenverbund des evangelischen Kirchenkreises Tecklenburg getragen (Kindergarten Anne Frank und Kindergarten Am Kapellenweg) und sind als Familienzentren zertifiziert. Die anderen beiden Kindergärten befinden sich in Trägerschaft der Arbeiterwohlfahrt (AWO Kita I und AWO Kita II).
Die Kindertagesstätte im Süden der Gemeinde befindet sich am Hollenbergs Hügel und ist nach der Heiligen St. Barbara benannt. Die Trägerschaft dieser ebenfalls als Familienzentrum zertifizierten Einrichtung liegt bei der katholischen Kirchengemeinde.
Neben den Kindertagesstätten gibt es noch einige Kindertagespflegestellen und Tagesmütter.
Die Buchung der Betreuungsplätze wird zentral über das Steinfurter Elternportal (STEP) des Jugendamtes des Kreises Steinfurt gesteuert.

### Schulen
Als klassische Landgemeinde hat es in jeder Bauerschaft eine eigene Volksschule gegeben. Diese Schulen existieren heute nicht mehr. Die Gebäude sind jedoch größtenteils erhalten geblieben und fungieren als Wohnhäuser, Gewerbeimmobilien oder auch als Flüchtlingsunterkunft.
In der Stadt gab es zunächst eine evangelische Schule an der Stadtkirche und später auch eine katholische Schule. Die evangelische Schule wurde abgerissen; dort finden sich nun der Kirchplatz und Teile eines Parkplatzes. Die katholische Schule wird von der kath. Kirchengemeinde St. Margaretha als Gemeindehaus genutzt.
Im Laufe der Jahre wurde das Schulzentrum an der Osnabrücker Straße mit Grundschule (Nachfolge der evangelischen Schule), Hauptschule und Realschule sowie Sportanlagen und Lehrerwohnungen errichtet und stetig erweitert.

#### Primarbereich
Die Gemeinde ist Trägerin von zwei Grundschulen. Die eine, im Schulzentrum angesiedelte Schule trug zunächst den Beinamen „Grundschule Stadt“ und inzwischen „Grundschule am Bullerdiek“ in Anlehnung an den Bullerteich in der Nachbarschaft. Die zweite Grundschule befindet sich im Ortsteil Handarpe.

#### Sekundarbereich
Die Hauptschule, die in „Kopernikus-Hauptschule“ umbenannt wurde, lief 2016 und die Realschule 2019 aus. Stattdessen wird seit 2014 die Gesamtschule Lotte-Westerkappeln aufgebaut. Hierfür haben die beiden Gemeinden einen eigenen Schulzweckverband gegründet. Dieser stellte ein Novum in Nordrhein-Westfalen dar und war u. a. Vorbild für den Schulzweckverband Lengerich-Tecklenburg.
Seit dem Schuljahr 2014/2015 gibt es die fünfzügige Gesamtschule Lotte-Westerkappeln, die an den Standorten Westerkappeln und Wersen angesiedelt ist. Die Jahrgänge 5 bis 7 besuchen den Standort in Westerkappeln, die Jahrgänge 8 bis 10 den Standort Wersen und die Oberstufe wird seit dem Schuljahr 2020/2021 wiederum am Standort Westerkappeln beschult. Somit werden erstmals in Westerkappeln alle Schulabschlüsse inklusive des Abiturs abgelegt werden können.

#### Gymnasium
Zudem unterstützt die Gemeinde Westerkappeln das Gymnasium der Kardinal-von-Galen-Schulen in Mettingen finanziell. Das Gymnasium bietet einen bilingualen Zweig an, das heißt in den Klassen 5 und 6 haben die Schüler zwei Wochenstunden Englisch mehr, als die Parallelklassen (7 statt 5 Stunden) und in den Klassen 7 bis 10 werden die Fächer Erdkunde, Geschichte und Politik in englischer Sprache unterrichtet. Das Gymnasium ist seit 2005 auch Europaschule und seit 2009 eine Schule ohne Rassismus – Schule mit Courage. Die Big Band der Schule tritt regelmäßig im Ausland auf und ist mehrfach ausgezeichnet worden.

### Offene Ganztagsschule
Für beide Grundschulen gibt es ein Angebot der Offenen Ganztagsschule (OGTS), in denen die Kinder betreut werden. Das Angebot wird durch ein Mittagessen ergänzt.
Beide OGTSen werden durch einen eigenen Verein getragen.
Die OGTS der Grundschule am Bullerdiek (Haus der Wespe) wird durch den Verein „Westerkappelner Elterninitiative für Spielen und Erleben e. V.“ (WeSpE) geführt. Dieser Verein ist zudem Träger der Offenen Kinder- und Jugendarbeit (Kinderbüro), BuT-Lotse sowie Förderverein der Grundschule am Bullerdiek und der Gesamtschule Lotte-Westerkappeln.

## Kultur
Im Vergleich zum nahezu umfassenden Sportangebot, welches die Gemeinde Westerkappeln durch Hallen, Plätze und Freibad ermöglicht, kommt der kommunalen Kulturarbeit kaum Bedeutung zu. Die Kulturarbeit wird im Wesentlichen durch die Kirchengemeinden, viele ehrenamtliche Vereine und private Initiativen mit Leben gefüllt.

### Kulturelle Bildung

#### Gemeindebücherei
Die Gemeinde ist Trägerin einer kommunalen Bücherei. Rund 11.500 Medien stehen kostenfrei zur Ausleihe zur Verfügung; darunter auch digitale Medien.
Beheimatet ist die Einrichtung der kulturellen Bildung im Schulzentrum. Im Zuge des Umbaus im Jahre 2012 ist die Bücherei in komplett neu gestaltete Räume umgezogen. Nach dem weiteren Umbaumaßnahmen in den Jahren 2020 / 2021 wird die Bücherei im neuen Anbau der Gesamtschule ihren Platz finden. Dort werden neben einer Leseecke für Kinder auch ein eigener Leseraum für die erwachsenen Leser zur Verfügung stehen.
Die Öffnungszeiten der Bücherei sind an zwei Nachmittagen in der Woche. Zusätzlich öffnet die Bücherei an einigen Tagen auch vormittags für die Schüler des Schulzentrums.

#### Volkshochschule

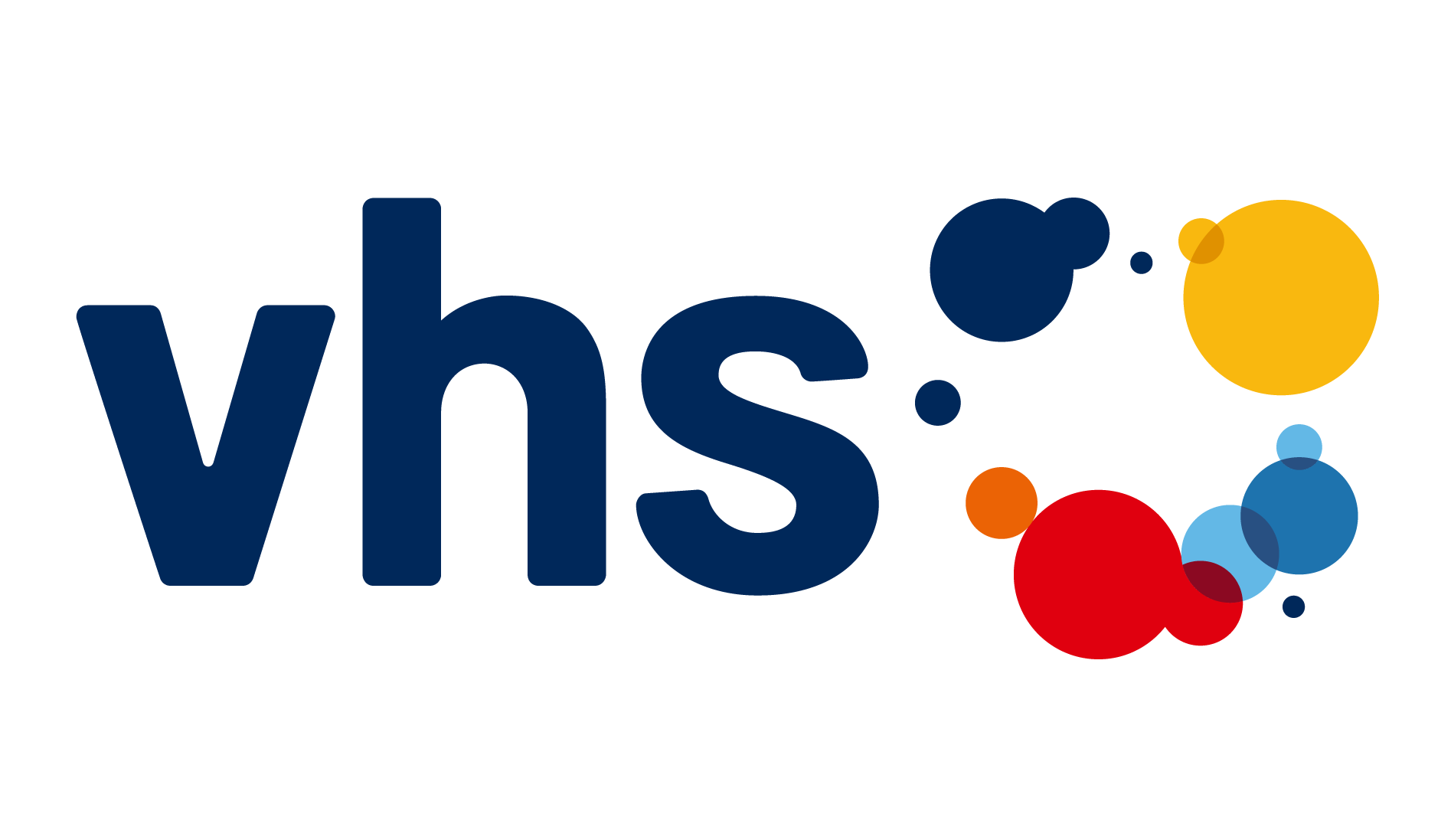
Deutscher Volkshochschul-Verband, VHS-Logo

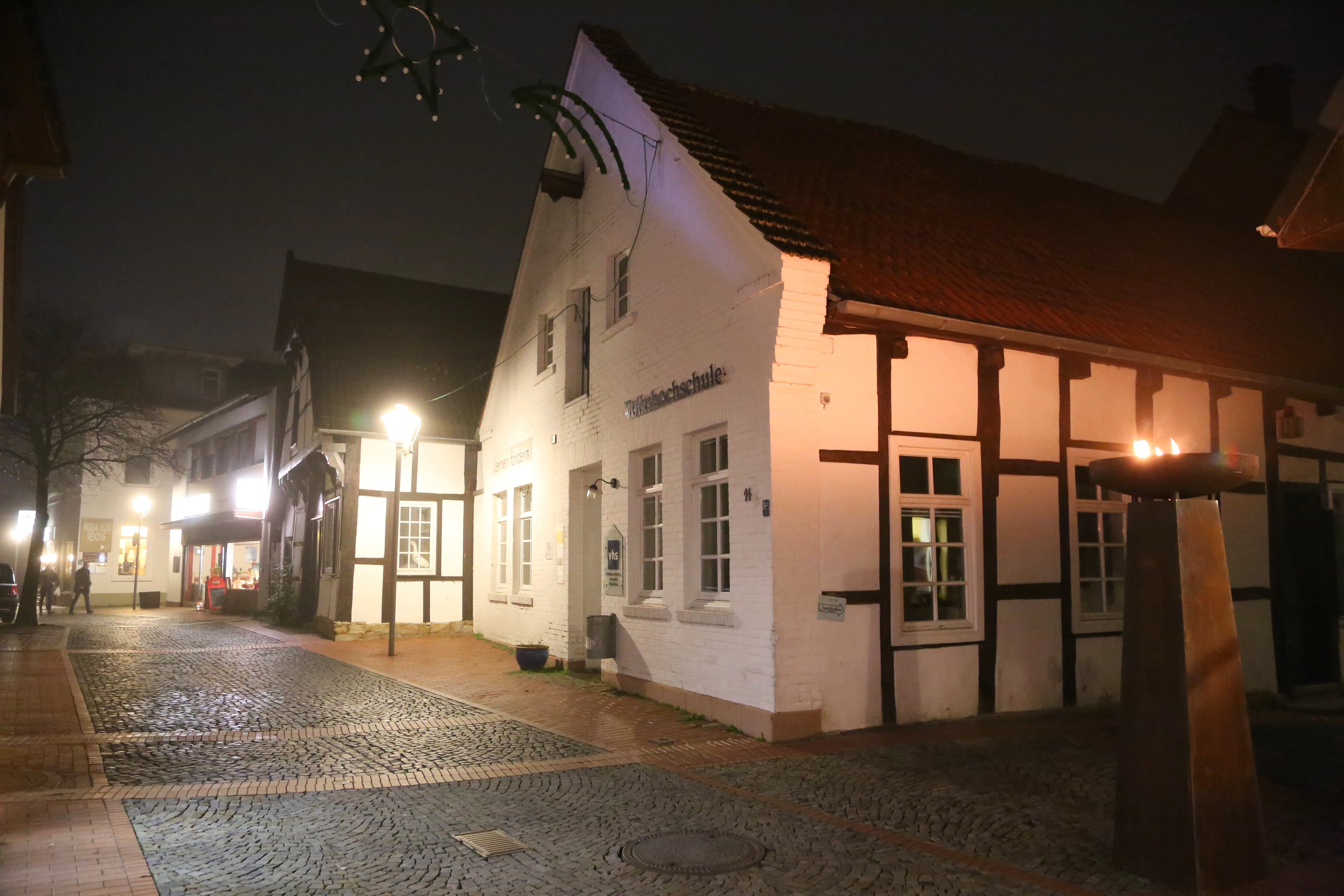
Westerkappeln VHS-Haus

Volkshochschulen sind Einrichtungen zur Weiterbildung, die von Gemeinden getragen werden. Dabei handelt es sich um eine kulturelle Pflichtaufgabe. In der Gemeinde Westerkappeln wird die Volkshochschulbildung durch die Volkshochschule Lengerich (Westf.) angeboten. Sie wird von den Städten Lengerich und Tecklenburg sowie den Gemeinden Ladbergen, Lienen, Lotte und Westerkappeln in Form eines Zweckverbandes getragen.
Der Sitz und die Verwaltung der Volkshochschule ist in Lengerich. Die Gemeinde Westerkappeln stellt ihr Gebäude „Kreuzstr. 14“ zur Verfügung; das „VHS-Haus“. Dort werden vor allem Kurse in den Bereichen Gesundheit und Fitness und Sprache angeboten. Für die EDV-Kurse stehen entsprechend ausgestattete Computerräume zur Verfügung.
Im VHS-Haus, das früher einmal eine Gaststätte war, ist zudem das Speicherkino und ein Begegnungstreff für Geflüchtete untergebracht. Im Dachgeschoss befindet sich noch eine Wohnung, die einige Jahre zur Lagerung einer privaten Radiosammlung genutzt wurde und nun als Übergangswohnheim zur Verfügung steht.

#### Musikschulen
Bis 2005 gehörte die Gemeinde Westerkappeln dem Musikschulzweckverband Tecklenburger Land an (Ladbergen, Lengerich, Lienen, Lotte, Tecklenburg). Der Instrumentalunterricht wurde im Schulzentrum gegeben. Den Austritt hat der Gemeinderat seinerzeit aus Kostengründen beschlossen.
Für das musikpädagogische Angebot zeichnen heute gleich zwei private Musikschulen verantwortlich, was eine Besonderheit in einer Kommune dieser Größe darstellt. Sowohl die Musikschule PRO MUSICA, die zunächst der kath. Kirchengemeinde St. Margaretha angegliedert war, als auch die Musikschule Forum MusaiK bieten musikalische Elementarerziehung und individuellen Musikunterricht. Mit dem Konzept Pop-MusaiK bietet Forum MusaiK neuerdings eine Popmusikschule an. Ensemblearbeit, wie sie mit Chören, Instrumentalgruppen und Orchestern an kommunalen Musikschulen anzutreffen ist, kann durch die Privaten nicht angeboten werden.
Zeitweise war unter dem Dach der evangelischen Kirchengemeinde auch eine Musikschule beheimatet. Sie diente der anfänglichen Kofinanzierung des hauptamtlichen Kirchenmusikers.

### Musik

#### Chöre
In Westerkappeln gab es einst ein reges Angebot an Chören und Musikgruppen. Aufgrund von fehlendem Nachwuchs, Überalterung und jüngst den Folgen der Corona-Pandemie wurden viele Ensembles inzwischen aufgelöst, darunter der Männergesangverein Westerkappeln (1877–2009), der Kinder- und Jugendchor (1982–2013), der Velper Chor (1921–2021) und die Kantorei der evangelischen Stadtkirche (1922–2021).
Heute gibt es in Seeste den Männergesangverein (gegründet 1806) und den Frauenchor (gegründet 1988) sowie die Chöre der evangelischen und der katholischen Kirchengemeinden.

#### Musikgruppen
Seit 1949 besteht der Spielmannszug in Velpe, der dem dortigen Schützenverein angegliedert ist. Weitere Musikgruppen gibt es bei den Kirchengemeinden (u. a. Posaunenchor, Bands, Flötengruppen). Die Pop-Punkband The Hawaiians kommt aus Westerkappeln.

### Kunst und Ausstellungen

#### Traktorenmuseum Westerkappeln
In der Bauerschaft Düte ist das Traktorenmuseum Westerkappeln beheimatet. Es informiert über die Mechanisierung der Landwirtschaft und die technische Entwicklung im Schlepperbau.
Hervorgegangen ist das Museum aus der Sammlung des Landwirtes Friedrich Frehmeyer. Er erhielt durch Zufall in den 1960er Jahren einen Lanz-Bulldog, den er wieder Instand setzte. Später ließ er sich für lohnwirtschaftliche Dienste mit alten Traktoren „bezahlen“.
Um die Traktorensammlung für die Nachwelt zu erhalten und der Öffentlichkeit präsentieren zu können, wurde 1985 ein Trägerverein gegründet. Die Geschäftsführung des Vereins ist in der Gemeindeverwaltung angesiedelt. Politische Funktionsträger, Mitglieder des Kultur- und Heimatvereins Westerkappeln und die Familie Frehmeyer sind qua Satzung im Vorstand vertreten.
1986 wurde schließlich das Museum eröffnet. Zunächst in einer Scheune auf dem Frehmeyer‘schen Hof wurde das Museum 1990 um eine weitere Museumsscheune erweitert. 1991 folgte dann die Erarbeitung eines Museumskonzeptes und Begleitung des LWL.
Rund 30 historische Schlepper der Marken Lanz-Bulldog, Hanomag, Deutz, Güldner oder auch Kramer und Hagedorn sowie anderes landwirtschaftliches Gerät vom Beginn des 20. Jahrhunderts können im Museum bestaunt werden.
Gemeinsam mit den Alttraktorenfreunden Tecklenburger Land, der Gemeindeverwaltung und dem Bauerncafé von Friedhelm Frehmeyer werden alljährlich mehrere Sonderveranstaltungen und Feldtage angeboten, die sich großer Beliebtheit erfreuen.
Mit Beginn der Corona-Pandemie ist das Museum geschlossen und wird aktuell saniert. Dazu soll unter Verwendung von Fördermitteln des Bundes (Kulturstaatsministerin und Landwirtschaftsministerium) ein freiraumplanerisches Konzept zur besseren Nutzung des Außengeländes umgesetzt werden.

#### Gustav Künnemann Stätte
Gustav Künnemann († 1998) hat das Malerhandwerk gelernt und sich die Fertigkeiten der Kunstmalerei selbst angeeignet. Geboren auf dem Schafberg zog es ihn anschließend nach Velpe.
Zunächst konzentrierte sich Künnemann auf Landschaftsmalerei und hielt viele Gebäude, Hofstellen und Menschen aus dem Tecklenburger Land auf Leinwand fest. Später verarbeitete er die seelischen Folgen seiner schweren Verwundung in Ungarn am Ende des Zweiten Weltkriegs in seinen Bildern; er malte nun nur noch mit der linken Hand. 1993 wurde Gustav Künnemann für sein „Gesamtwerk und seine mystisch-religiöse Bilderwelt“ mit dem Kulturpreis des Kreises Steinfurt ausgezeichnet.
Das Œuvre Künnemanns umfasst circa 600 Werke. Für dessen Erhalt und Archivierung setzt sich ein Verein ein. Eine Auswahl der Bilder war in der Wassermühle in Velpe der Öffentlichkeit zugänglich, die sich in Nachbarschaft zum Wohnhaus von Gustav Künnemann befindet.
Durch den Tod des Eigentümers der Mühle, Herrn Heinrich Görtemöller († 2021) ist der Verein auf der Suche nach neuen Räumlichkeiten. Im Ortskern von Westerkappeln soll das Magazin zusammengeführt und einzelne Werke wieder präsentiert werden.
Im Rathaus der Gemeinde Westerkappeln hängen zwei Werke des Heimatmalers aus.

## Sehenswürdigkeiten

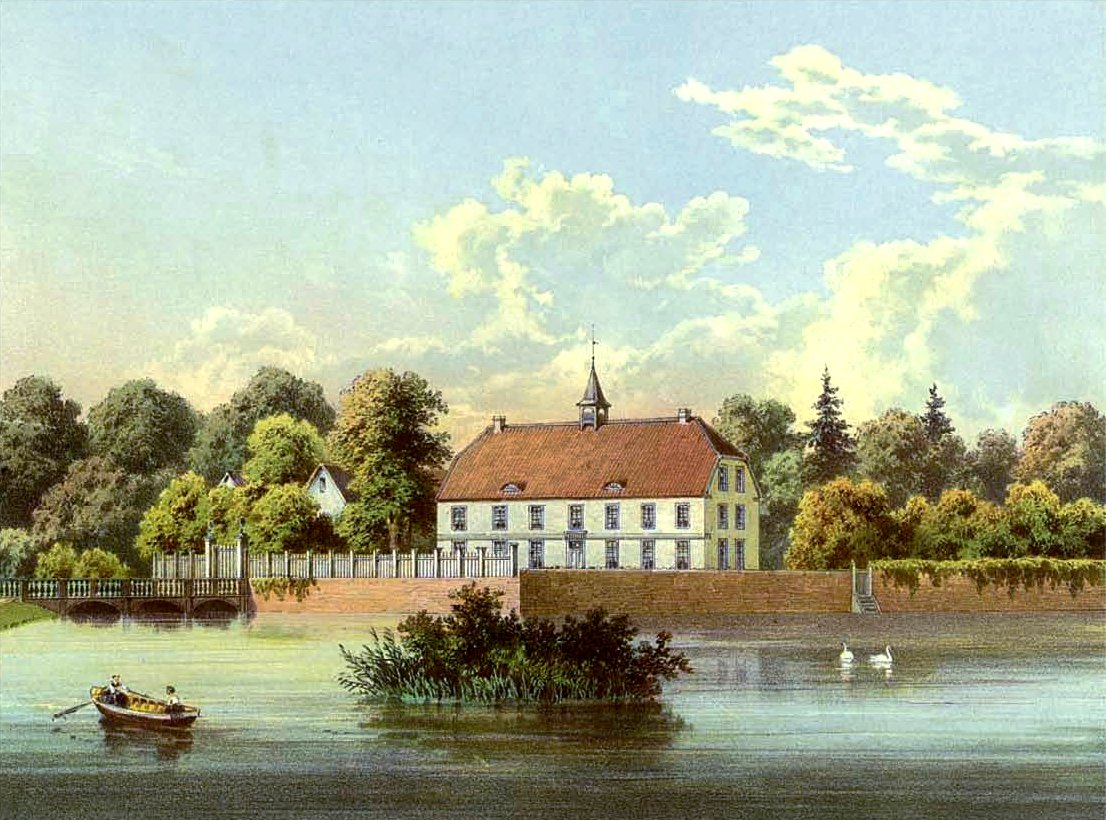
Rittergut Langenbrück um 1860, Sammlung Alexander Duncker

### Die Evangelische Stadtkirche

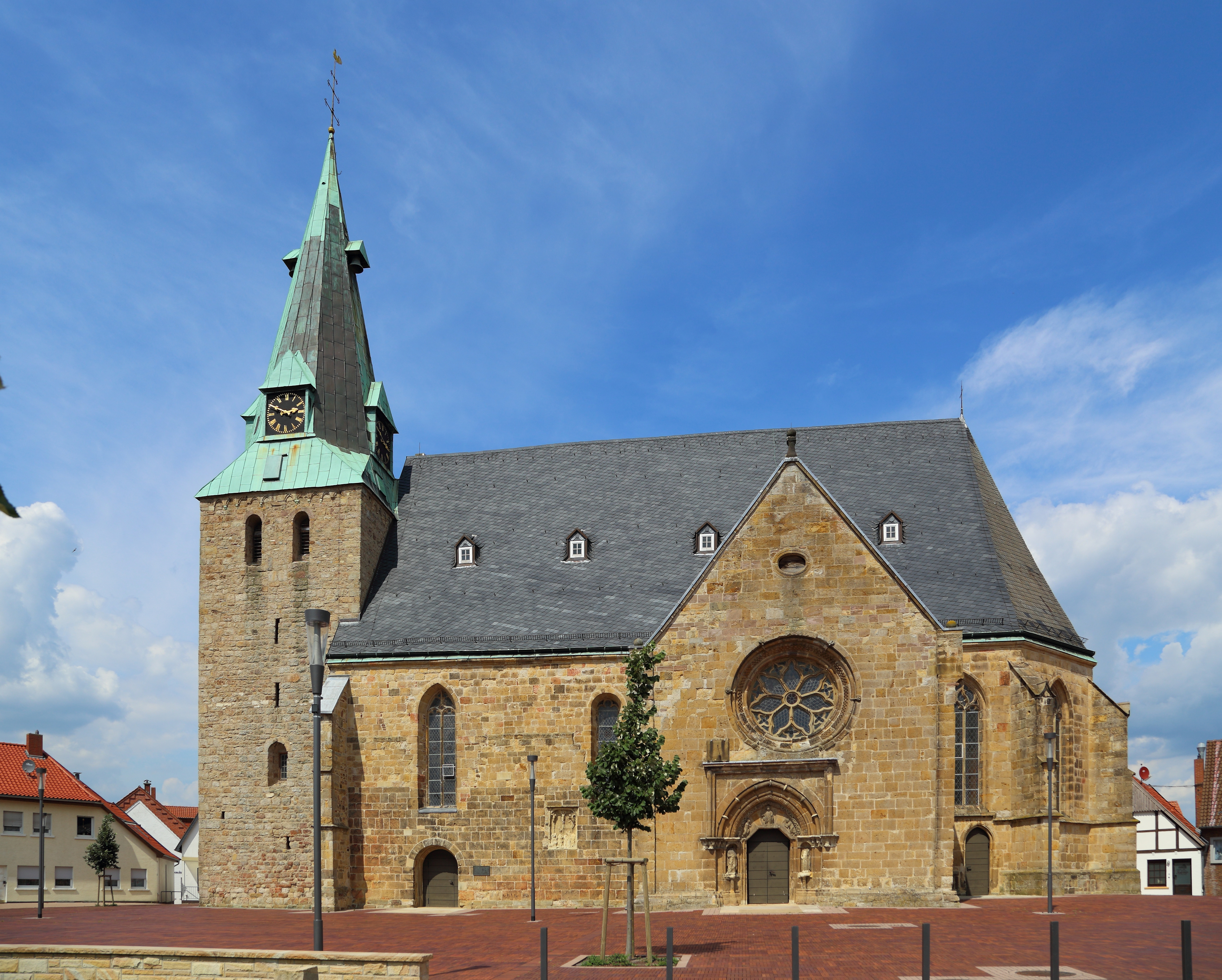
Evangelische Stadtkirche

Die Evangelische Stadtkirche wurde um das Jahr 1500 vollendet, wobei Bauteile einer Vorgängerkirche unter dem Patrozinium des Hl. Stephanus einbezogen wurden: Zum einen der Turm aus dem Ende des 12. Jahrhunderts, und insbesondere auch Reste eines Südquerschiffes aus dem 13. Jahrhundert.

### Brunnen im Ortskern

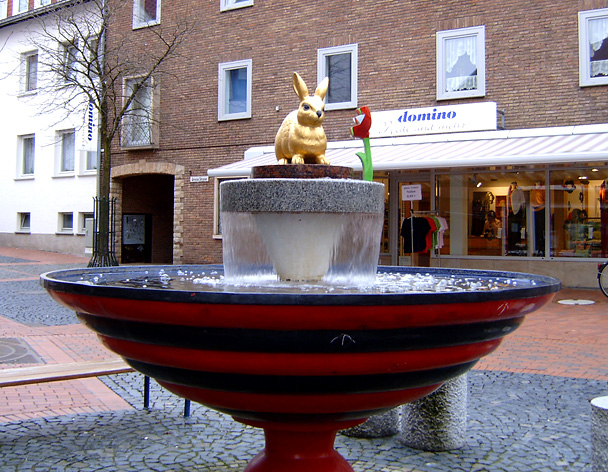
Der umstrittene „Brunnenhase“

Im Jahr 2002 beschäftigte sich eine Findungskommission mit der Aufgabe, eine geeignete Brunnenanlage für den Ortskern auszuwählen. Die Bürger Westerkappelns blieben dabei außen vor. Die Kommission entschied sich für das Kunstwerk Brunnen mit Hase und Blumen von Heinrich Brummack, der in Westerkappeln lebt und arbeitet, und setzte sich so gegen den Vorschlag „Brunnen mit Kochtopf und Eule“ durch. Die Anlage besteht aus einer gusseisernen Schale mit einem Durchmesser von 2,40 Meter und einem mittig darin platzierten Natursteinsockel mit aufgelegter Drehscheibe. Auf dieser Drehscheibe sind ein aus Bronze gegossener blattvergoldeter Hase und aus Aluminium hergestellte Blumen befestigt. Die hydraulische Drehscheibe lässt den darauf platzierten Hasen nach dem Zufallsprinzip seine Richtung ändern. Im Winter, wenn der Brunnen außer Betrieb ist, wird der Hase von einem blauen Gitter eingeschlossen, „damit er nicht weglaufen kann“ (Brummack). Der Brunnen ist umstritten. Nach Ansicht von Gegnern dieser Anlage sei das Projekt „kitschiger Müll“ und „herausgeschmissenes Geld“. Tatsächlich hat der Brunnen einen fünfstelligen Betrag gekostet (Spende der Kreissparkasse an den Kultur- und Heimatverein Westerkappeln). Andere drückten ihren Protest dadurch aus, dass sie Waschpulver in den Brunnen schütteten.

## Wirtschaft und Infrastruktur

### Gewerbe
Westerkappeln verfügt über zwei größere Gewerbegebiete.
Im ortsnahen Westerkappelner Gewerbegebiet Gartenkamp haben sich mittelständische Unternehmen angesiedelt, zum Teil von überregionaler Bedeutung. So ist dort zum Beispiel der größte Automatenaufsteller Deutschlands im public vending-Bereich, die Firma Geile, ansässig. Ebenfalls im Gewerbegebiet Gartenkamp finden sich die Zentrale der Firma Foto Erhardt, Menke-Spezialtransporte, tvs, Aqua – Living, ELOS, TAAC, Atlantis Veranstaltungstechnik, Gaststätte Kontor-Lounge, Kamphermann & Opfermann, Düsing, Oberschmidt, LBW, Iborg, Kroog, Konstruktionsbüros Möller, Gedes, Confiserie Rabbel, Fa. Essing an der Kreuzstraße und andere.
Im Ortsteil Velpe befindet sich ein weiteres, größeres Gewerbegebiet. Es liegt direkt an der Anschlussstelle Lotte der A 30. Zu den größten Unternehmen dort gehören die Logistikzentrale und Regionalgesellschaft von Lidl, die Bauunternehmen Echterhoff, hagebau Zentrallager + Service HZL, hagebau Zentrallager Weser-Ems, Poppensieker & Derix (Holzleimbinder) sowie ein ABC-Keramik Werk. Weiterhin sind hier Logistikzentren von Trans-O-Flex, GLS und der WM-Group angesiedelt. Alle diese Unternehmen befinden sich im Industriegebiet Velpe. Darüber hinaus sind die Verzinkerei Heinemann (Seppeler-Gruppe), die Speditions- und Logistikfirma City-Trans sowie Hellos Stahlbau und Velper-Fenster ansässig. Daneben findet sich noch ein Lager der Firma Wulff-Farben, eine Scania LKW-Niederlassung und andere. Besonderheit des Industriegebiets Velpe ist ein sich anschließender am Fuße des Teutoburger Waldes gelegener Golfplatz.

### Verkehr
Das Gebiet der Gemeinde Westerkappeln liegt unmittelbar an den Bundesautobahnen A 1 und A 30 und wird von zwei untergeordneten Bahnlinien durchquert. Im Norden des Gemeindegebiets befindet sich der Mittellandkanal. Über die A 1 ist der Flughafen Münster-Osnabrück schnell zu erreichen.
Die Tecklenburger Nordbahn führt durch den Ortskern von Westerkappeln. Diese Eisenbahnstrecke von Osnabrück nach Rheine wird für den Güterverkehr und Museumszüge benutzt; eine Perspektive für eine moderne Regionalbahn ist in der Diskussion.
Im Nahverkehrsplan SPNV Westfalen-Lippe ist aufgrund einer guten Wirtschaftlichkeit die Wiederinbetriebnahme als moderne Regionalbahn von Osnabrück nach Recke im 30-Minuten-Takt vorgesehen. Dabei kann als Bahnhaltepunkt die schon vorher bestehende Bahnstation Westerkappeln vorgesehen werden.
Bis vor wenigen Jahren verfügte auch der Ortsteil Velpe über einen Regionalbahn-Haltepunkt der Bahnstrecke Löhne–Rheine.
Der Regionalverkehr Münsterland betreibt zwei Regionallinien durch Westerkappeln. Die Schnellbuslinie S 10 in Richtung Mettingen und Recke sowie nach Osnabrück, wo auch die Regionallinie R 16 über die Lotter Ortsteile Wersen und Büren hinfährt. Seit einigen Jahren verkehrt in Westerkappeln auch der von Bürgern betriebene BürgerBus B 1.
In den südlichen Ortsteilen der Gemeinde fährt im Taktverkehr die Buslinie R15 von Osnabrück über Lotte nach Ibbenbüren.
Westerkappeln ist an einige Fahrradrouten angeschlossen, u. a. an die Sagenroute.
Westerkappeln ist ein klassischer Auspendlerort und weist daher deutlich mehr Aus- als Einpendler auf. Vor allem die Randlage zu der Stadt Osnabrück macht sich hier stark bemerkbar, hier werden jeden Tag durch die Pendler rund 20.000 Pkw-Kilometer auf ihren Weg in die Hansestadt zurückgelegt. Das Pendlersaldo ist mit minus 1482 deutlich negativ.
Für das Jahr 2015 wurden 4507 Auspendler sowie 3025 Einpendler erfasst.
Die Auspendlerquote ist mit 85 % unter den ausgeprägtesten im Regierungsbezirk Münster.
Auspendler
| Arbeitsort        | 2013  | 2014  | 2015 |
| ----------------- | ----- | ----- | ---- |
| Osnabrück         | 1550  | 1574  | 1498 |
| Ibbenbüren        | 417   | 379   | 397  |
| Lotte             | 411   | 409   | 404  |
| Mettingen         | 296   | 216   | 289  |
| Tecklenburg       | 186   | 172   | 186  |
| Münster           | 144   | 129   | 160  |
| Bramsche          | 109   | 112   | 115  |
| Lengerich         | 101   | k. A. | k.A  |
| Wallenhorst       | 100   | 101   | 108  |
| Georgsmarienhütte | 96    | 102   | 110  |
| Rheine            | k. A. | 104   | 102  |

Einpendler
| Wohnort           | 2013 | 2014 | 2015 |
| ----------------- | ---- | ---- | ---- |
| Ibbenbüren        | 414  | 438  | 476  |
| Osnabrück         | 341  | 417  | 423  |
| Lotte             | 276  | 346  | 405  |
| Mettingen         | 188  | 216  | 217  |
| Bramsche          | 92   | 88   | 75   |
| Wallenhorst       | 83   | 108  | 108  |
| Recke             | 70   | 79   | 86   |
| Tecklenburg       | 62   | 74   | 80   |
| Lengerich         | 60   | 68   | 66   |
| Georgsmarienhütte | 49   | 63   | 66   |

## Persönlichkeiten

### Söhne und Töchter der Gemeinde
- Christian Friedrich Goedeking (1770–1851), Generalmünzdirektor in Berlin
- Wilhelm Korspeter (1897–1967), Politiker (SPD), Mitglied des Niedersächsischen Landtags 1947–1951
- Gustav Künnemann
- August Miete (1908–1987), SS-Scharführer im Vernichtungslager Treblinka
- Friedel Meyer (1929–2007), Politiker (FDP), Mitglied des nordrhein-westfälischen Landtags 1985–1995
- Norbert Elgert (* 1957), ehemaliger deutscher Fußballspieler, seit 1996 Trainer der A-Jugend des FC Schalke 04
- Frank Sundermann (* 1965), Politiker (SPD), seit 2010 Mitglied des nordrhein-westfälischen Landtags

### Personen, die vor Ort gewirkt haben
- Martin Niemöller (1892–1984), deutscher evangelischer Theologe, führender Vertreter der Bekennenden Kirche, Kirchenpräsident der Evangelischen Kirche in Hessen und Nassau und Präsident im Ökumenischen Rat der Kirchen.
- Die Vettern Josef Wiese (1932–2009) und Aloys Coppenrath (1933–2013) gründeten am 1. Januar 1975 in der alten Molkerei die Conditorei Coppenrath & Wiese, die bis 2003 an diesem Standort bestand.
- Heinrich Brummack (1936–2018), Bildhauer und Hochschullehrer